# 埃尔斯沃思·多尔蒂
埃尔斯沃思·C·多尔蒂（英語：Ellsworth C. Dougherty，1921年—1965年）是一位线虫动物学家，与维克多·尼贡在1940年代首个将秀麗隱桿線蟲（学名：Caenorhabditis elegans）引入实验室研究。
为纪念埃尔斯沃思·多尔蒂的贡献，隐杆线虫属的一个物种被命名为“多尔蒂隐杆线虫”（Caenorhabditis doughertyi）。此外，南极洲的多爾蒂山也以他的姓氏命名。